# Borgo Marinari
Le Borgo Marinari de Naples est situé sur l'îlot de Megaride, près du Castel dell'Ovo, dans le quartier de San Ferdinando. Il est relié au continent par un isthme artificiel relié à Borgo Santa Lucia.

## Galerie de photos

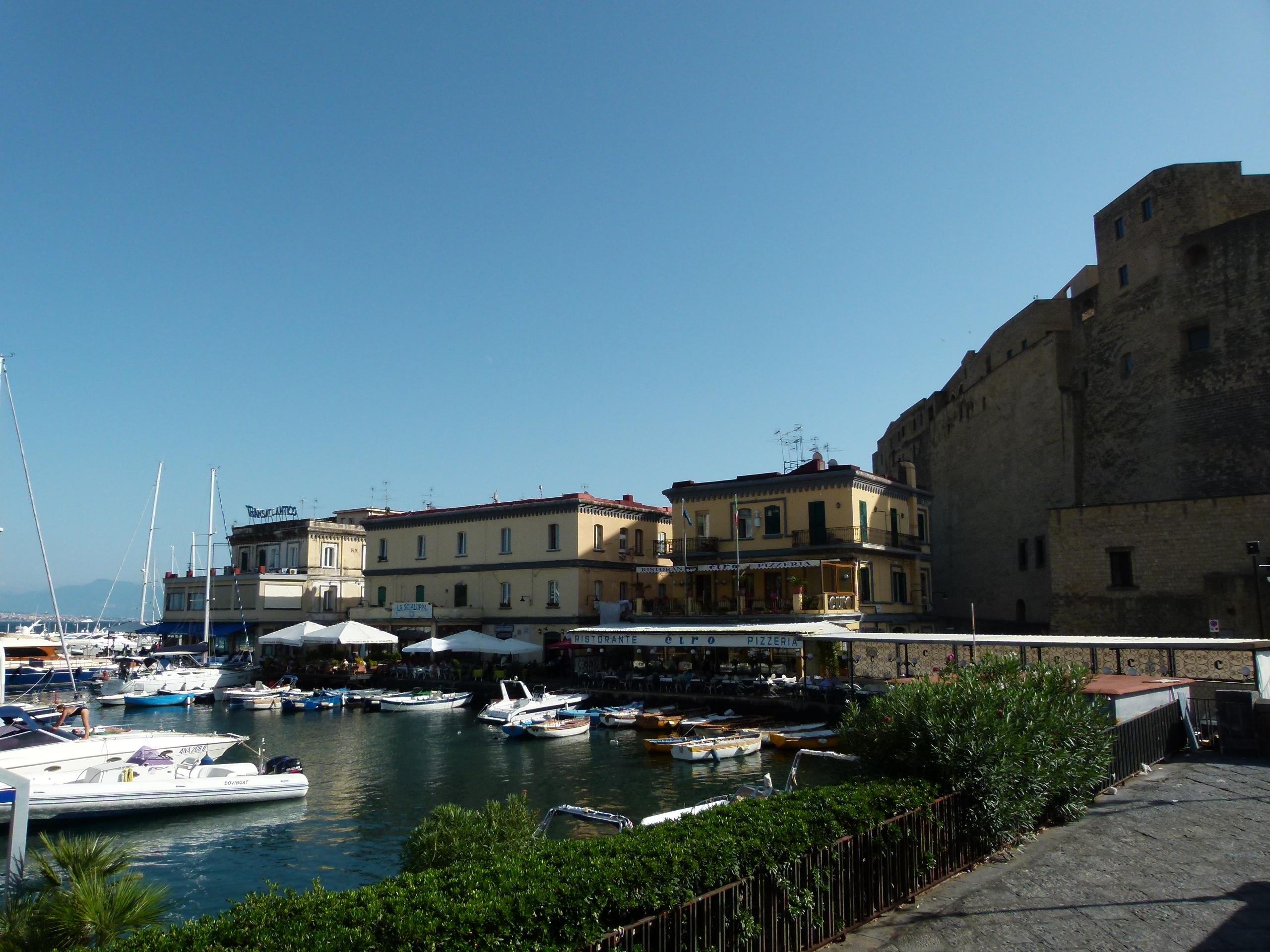
Un aperçu de la marina du Borgo Marinari
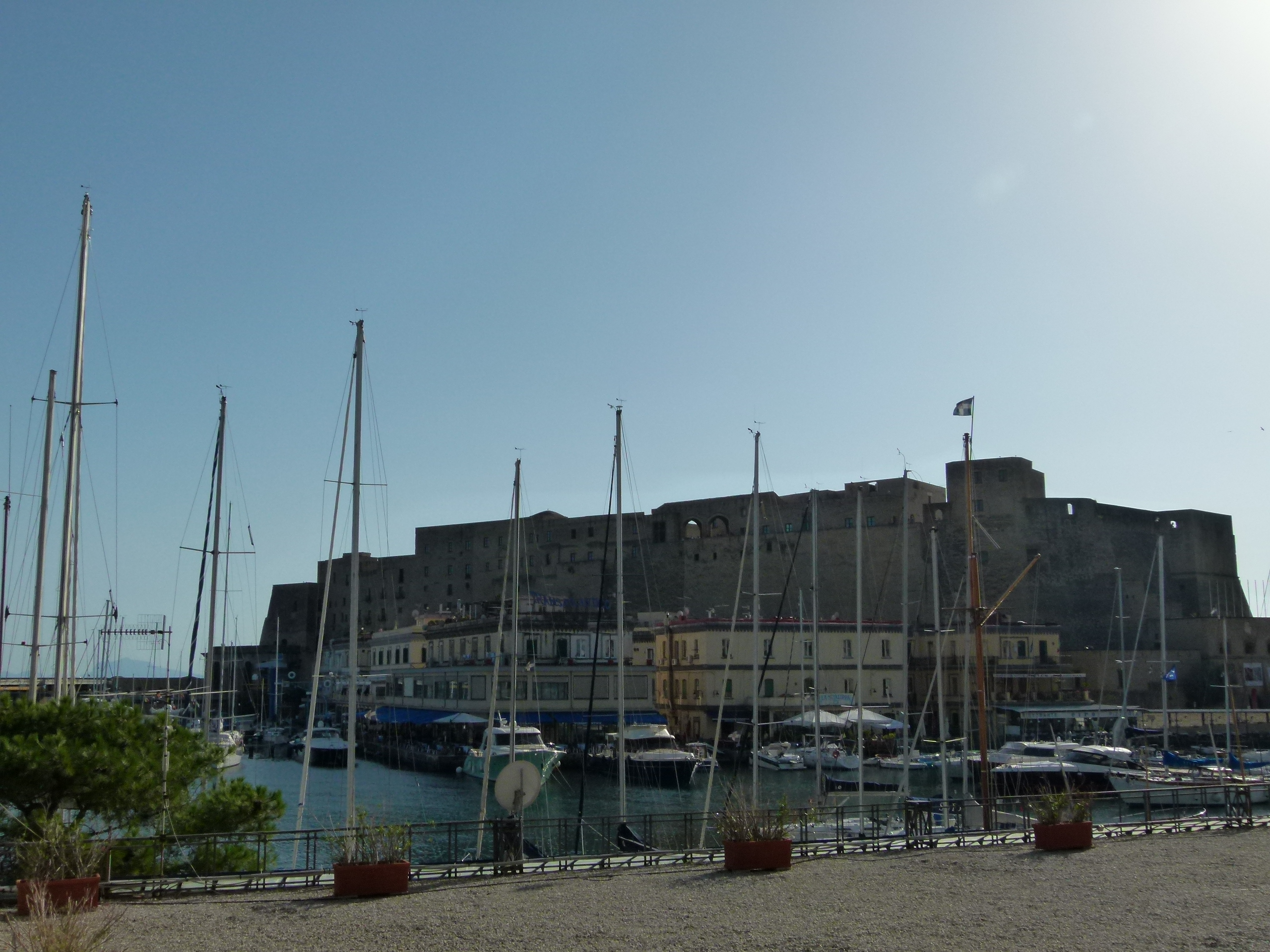
Village, à l'ombre de Castel dell'Ovo
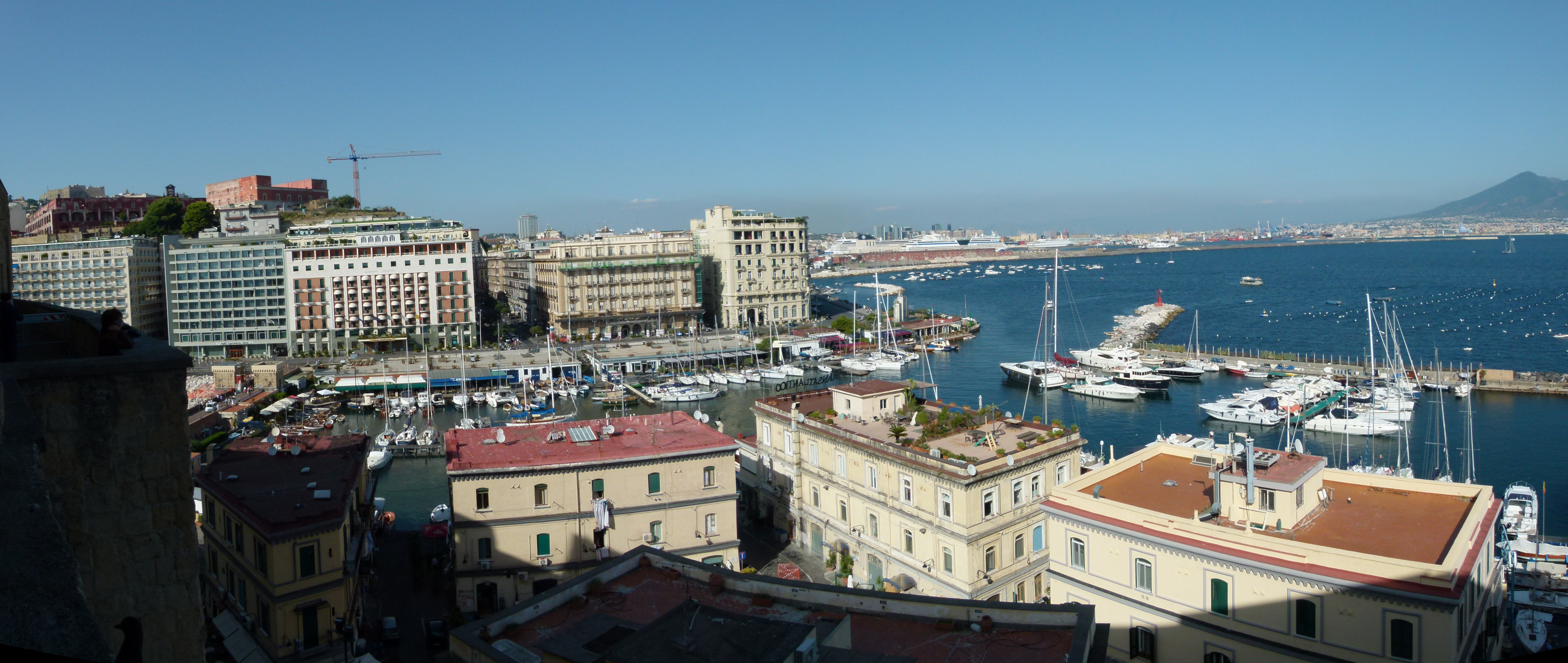
Le Borgo, vu de Castel del'Ovo
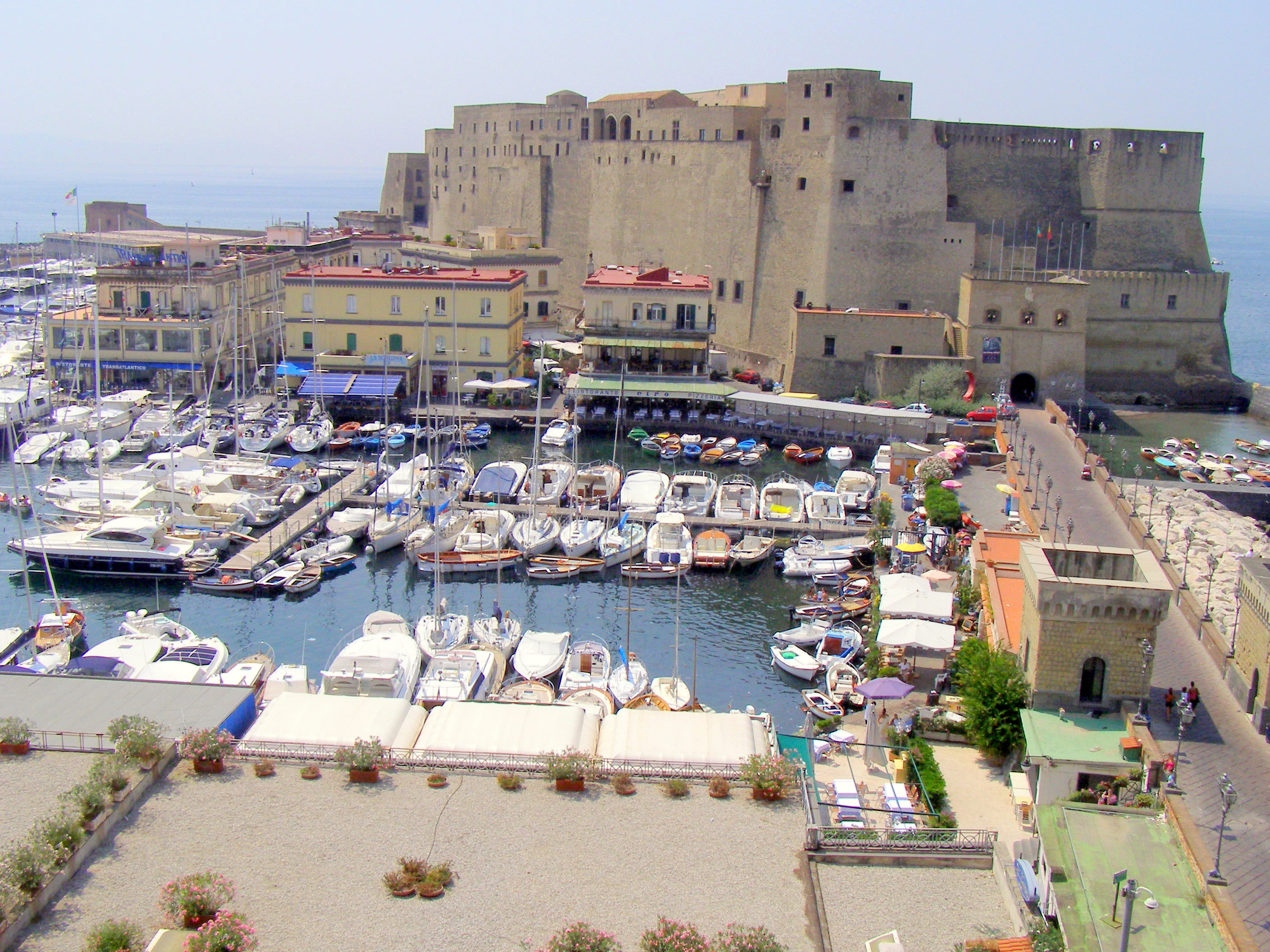
Le Borgo, avec le port de plaisance
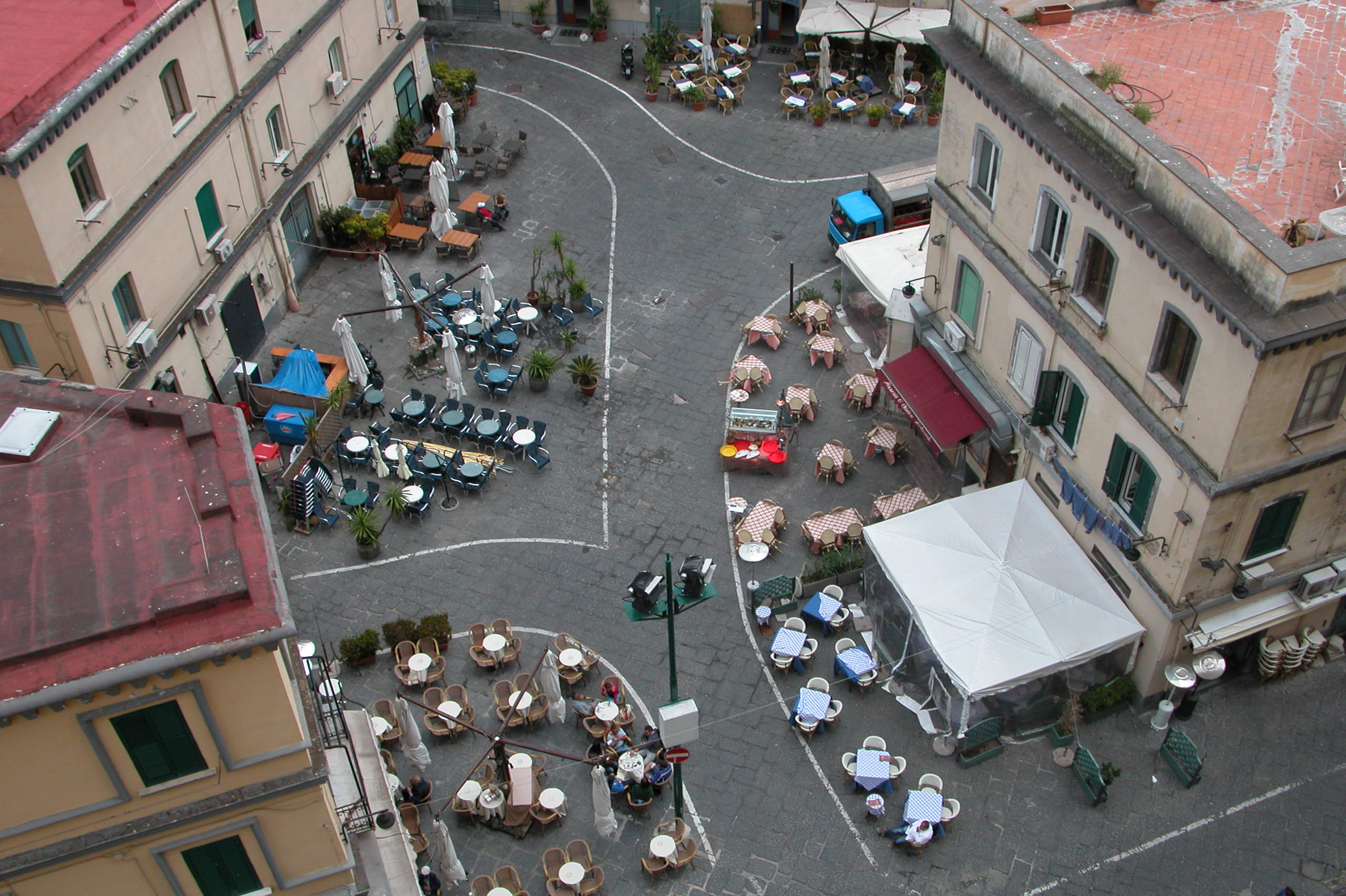
Placette du village